# Mythimna irrorata
Mythimna irrorata es una polilla de la familia Noctuidae. Se encuentra en la parte norte-occidental de la cordillera del Himalaya.